# Longriggend
Longriggend est un village situé dans le North Lanarkshire, en Écosse.